# Robin Chaigneau
Pour les articles homonymes, voir Chaigneau.
Robin Chaigneau est un coureur cycliste néerlandais, né le 2 septembre 1988 à Meerkerk. Il est actuellement directeur sportif de l'équipe Metec-TKH-Mantel.

## Palmarès
- 2004
  -  Champion des Pays-Bas sur route cadets
  - 2e du Circuit Het Volk débutants
- 2005
  - 2e du Trophée Centre Morbihan
  - 8e du championnat du monde sur route juniors
- 2006
  -  Champion des Pays-Bas sur route juniors
- 2007
  - 3e du Ronde van Zuid-Holland
- 2008
  -  Champion du monde universitaire sur route
  - Wim Hendriks Trofee
  - Tour d'Overijssel
- 2009
  - 3e de la Ster van Zwolle
- 2012
  - Ster van Zwolle
  - 2e de l'Omloop Houtse Linies

## Classements mondiaux
| Année           | 2008 | 2009   | 2010 | 2011 | 2012 |
| --------------- | ---- | ------ | ---- | ---- | ---- |
| UCI Europe Tour | 371e | 1 079e | 553e | 549e | 242e |